# 彭蒂克顿陨击坑
彭蒂克顿陨击坑（Penticton）是火星希腊区一座坐落在希腊撞击盆地东侧边缘上的撞击坑，中心坐标为南纬38.35度、西经263.35度，直径8公里（5英里）。该特征取名自加拿大不列颠哥伦比亚省彭蒂克顿镇，一座靠近奥肯那根瀑布的小镇，那里坐落着自治领射电天体物理观测站。2008年，该名称被国际天文联合会行星系统命名工作组批准接受。

## 描述
彭蒂克顿陨击坑因火星地质学家在那里发现了近期流动液体的证据而闻名。1999年至2004年期间，火星勘测轨道飞行器发现了彭蒂克顿陨击坑壁上的变化。其中的一种解释是，它们是由表面的流水所引起。大约一年后发表的进一步分析显示，这些沉积物可能由重力导致的地表物滑坡所形成，发现沉积物的斜坡接近干燥、松散材料的稳定极限。
火星沟壑是在火星上发现的由狭窄水道及相关的坡下沉积物堆所组成的小型冲刷沟系，因与地球上的冲沟相似而得名，最早发现于火星全球探勘者号所拍摄的图像中，它们出现在各处陡坡，尤其是陨坑坑壁上。通常，每条冲沟沟头都有一处叶脉状“凹坑”，下方有一片扇形“裙坡”，以及一条将两者连接起来的冲刷“沟渠”，整条冲沟呈现沙漏状。据信它们相对年轻，因为上面几乎没有陨坑。在沙丘表面还发现了另一种冲沟类型，而这些沙丘本身被认为非常年轻。
根据它们的结构、外观、朝向、位置以及与被认为富含水冰特征的明显相互作用，许多研究人员认为，蚀刻出冲沟的作用涉及液态水。然而，这仍然是一项活跃的研究课题。
冲沟一经发现，研究人员就开始一遍遍地拍摄众多的冲沟照片，寻找可能的变化。到2006年，发现了其中的一些改变。后来，通过进一步的分析确定，这些变化可能是由干燥颗粒流而非流水所引起。随着不断的观察，在加萨陨击坑和其他地方发现了更多的变化。
随着越来越多的反复观察，发现了更多的变化。由于这些变化发生在冬、春季节，专家们倾向于认为冲沟是由干冰所形成。之前和之后的图像显示，这一活动的时间与季节性二氧化碳霜冻和液态水无法存在的温度相吻合。当干冰霜变成气体时，它们可能会润滑干燥物质，使其产生流动，尤其是在陡坡上。在某些年份，霜冻可能厚达1米。

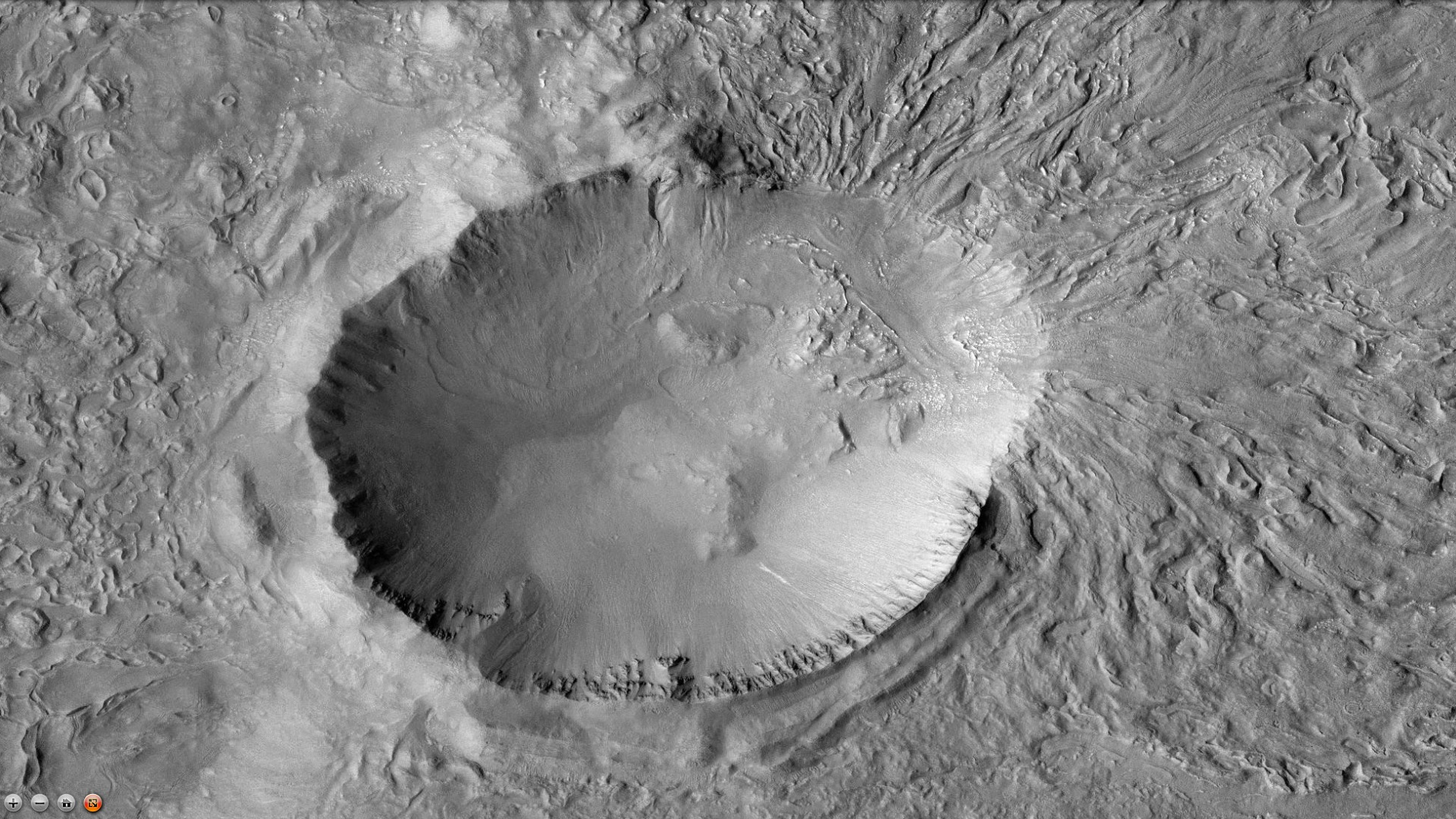
火星勘测轨道飞行器背景相机拍摄的彭蒂克顿陨击坑。
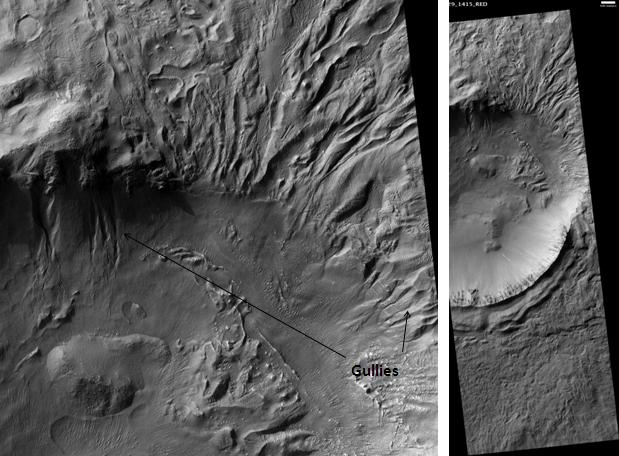
高分辨率成像科学设备显示的彭蒂克顿陨击坑冲沟。

## 另请查看
- 火星气候
- 高分辨率成像科学设备
- 撞击坑
- 撞击事件
- 火星撞击坑
- 火星冲沟
- 火星矿石资源
- 行星体系命名法
- 火星水文